# Chiesa di Santa Maria del Priorato (Legnano)
La chiesa di Santa Maria del Priorato  era un luogo di culto cattolico di Legnano.
Fu, insieme alla chiesa di San Salvatore e alla chiesa di Sant'Ambrogio, uno dei più antichi edifici di culto di Legnano. Era annessa al convento degli Umiliati. Dedicata alla Madonna, cessò le sue funzioni nel 1825 e venne demolita nel 1953 per lasciare spazio alla Galleria INA.

## Storia

Il convento degli Umiliati a Legnano

Fu edificata poco oltre alla "braida arcivescovile", ossia a quell'isola naturale formata dall'Olona e dall'Olonella che un tempo si trovava dietro la basilica di San Magno e che venne interrata a cavallo tra il XIX ed il XX secolo. L'edificio religioso era situato in via Santa Maria, oggi conosciuta come via Palestro. La facciata era di fronte all'ingresso principale degli odierni ex-stabilimenti della Manifattura di Legnano.
La chiesa di Santa Maria del Priorato compare nel Notitie Cleri Mediolanensi del 1398 (ossia nell'elenco degli edifici religiosi che puntualmente veniva compilato dalla Chiesa cattolica) insieme alle chiese di San Salvatore, Sant'Ambrogio e San Martino. Nel Medioevo i monaci dell'annesso convento degli Umiliati la utilizzavano come ausiliaria di San Salvatore. Beneficiò del patrocinio della famiglia Lampugnani, e come si può leggere da alcune note d'archivio del 1650 scritte dal prevosto di Legnano Agostino Pozzo, ad un certo punto, la chiesa, il monastero ed i terreni adiacenti furono incorporati dall'arcivescovo Carlo Borromeo per mancanza di eredi diretti della citata famiglia nobiliare.

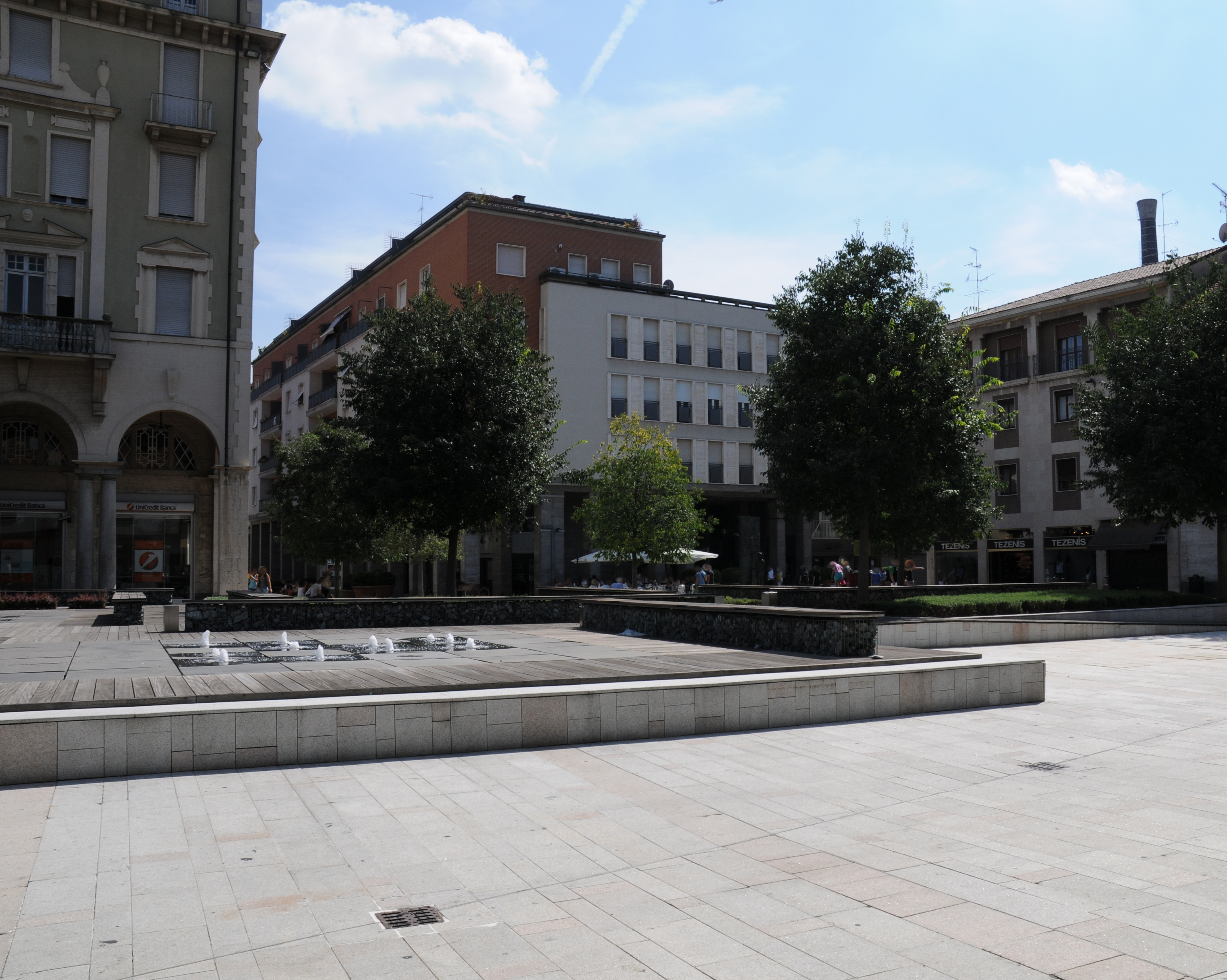
Sullo sfondo e al centro, dietro le alberature, la Galleria INA di Legnano

Alla fine del XVI secolo l'edificio crollò parzialmente, e quindi i religiosi traslocarono in alcuni alloggi che erano situati l'attuale via Lega (questa strada, che nel 1660 fu rinominata via Monastero Rotto, venne poi denominata via Madonna Mora e in seguito, nel XIX secolo, via Cambiaghi). La chiesa di Santa Maria del Priorato, in questi secoli, fu un importante punto di riferimento per la comunità religiosa legnanese, tant'è che in occasione di due visite pastorali le autorità religiose disposero la ristrutturazione del luogo di culto. Nel 1618, ad esempio, il cardinale Federico Borromeo ordinò la ristrutturazione della chiesa, come si legge in alcune note di archivio: "...La cappella che mostra crepe e che sembra ormai vicina alla rovina, sia riedificata in forma quadrata entro due anni ed abbia finestre più alte e munite di vetro e di reti...". Dopo il citato crollo, come riporta lo storiografo legnanese Giuseppe Pirovano, la chiesa fu ristrutturata.
La chiesa fu sconsacrata nel 1825 e venne venduta a privati, che la utilizzarono prima come edificio militare e poi come stabilimento tessile a servizio della prospiciente Manifattura di Legnano. Dopo il cambio di destinazione d'uso, alcune modifiche invasive dell'architettura dell'edificio, come la posa di muri interni che frazionavano il corpo principale della costruzione, resero la chiesa irriconoscibile. Fu demolita insieme al convento degli Umiliati nel 1953 per poter permettere la costruzione della Galleria INA.

## La chiesa e le opere artistiche
Le dimensioni della chiesa di Santa Maria del Priorato erano 18 metri di lunghezza e 8 di larghezza, dimensioni ragguardevoli per l'epoca. La spaziosa abside rettangolare misurava invece 5,8 x 5,9 metri. La facciata era costituita da un porticato sormontato da quattro archi a semicerchio che erano sostenuti da tre colonne in marmo bianco. Le tre colonne erano poi completate da capitelli in stile rinascimentale.
All'interno della chiesa erano dipinti un affresco del XV secolo raffigurante San Girolamo ed un altro affresco rappresentate la Crocifissione di Gesù Cristo.